# Paramblyops spatulicaudus
Paramblyops spatulicaudus is een aasgarnalensoort uit de familie van de Mysidae. De wetenschappelijke naam van de soort is voor het eerst geldig gepubliceerd in 2002 door Murano.